# ادموند تودور، نخستین ارل ریچمند
ادموند تودور، نخستین ارل ریچمند (انگلیسی: Edmund Tudor, 1st Earl of Richmond; ح. 1430 – ۳ نوامبر ۱۴۵۶) آریستوکراسی (طبقه) اهل انگلستان بود.